# Estrela Radiante
Estrela Radiante é o quarto álbum de estúdio da cantora brasileira Fafá de Belém, lançado em 1979, pela gravadora Philips.

## Faixas

### Lado A
| N.º | Título                  | Compositor(es)                               | Duração |  |
| 1.  | "Sob Medida"            | Chico Buarque                                | 3:19    |  |
| 2.  | "Memória"               | Gonzaguinha                                  | 3:23    |  |
| 3.  | "Bom Dia, Belém"        | Edyr Proença, Adalcinda                      | 3:02    |  |
| 4.  | "Temporal"              | Vitor Martins, Gilson Peranzzetta, Ivan Lins | 3:04    |  |
| 5.  | "Confidência"           | Raul Sampaio, Benil Santos                   | 3:19    |  |
| 6.  | "Pergunte o Que Quiser" | Antônio Galdino                              | 2:54    |  |

### Lado B
| N.º | Título                    | Compositor(es)                                 | Duração |  |
| 1.  | "Estrela Radiante"        | Walter Queiroz                                 | 3:15    |  |
| 2.  | "Mesa de Bar"             | Paulo André                                    | 3:18    |  |
| 3.  | "Pacará"                  | Ruy Barata, Paulo André                        | 3:03    |  |
| 4.  | "Que Me Venha Esse Homem" | David Tygel, Bruna Lombardi                    | 4:04    |  |
| 5.  | "Assim Seja"              | Wagner Tiso, Milton Nascimento, Fernando Brant | 2:07    |  |
| 6.  | "Carece de Explicação"    | Dominguinhos, Clodô                            | 3:13    |  |